# غونار إكلوند
غونار إكلوند (بالسويدية: Gunnar Eklund)‏ هو ضابط سويدي، ولد في 21 مارس 1920 في ستوكهولم في السويد، وتوفي في 11 يناير 2010 في داندريد ‏ في السويد.